# Велики митинг
„Велики митинг” је југословенски кратки анимирани филм из 1951. године. Режирао га је Валтер Нојгебауер а сценарио је написао Мирко Трислер.

## Улоге
| Глумац          | Улога  |
| --------------- | ------ |
| Драгоје Човић   | (глас) |
| Иван Лалић      | (глас) |
| Јосип Судар     | (глас) |
| Стево Вујатовић | (глас) |